# Coelioxys hosoba
Coelioxys hosoba är en biart som beskrevs av Nagase 2003. Coelioxys hosoba ingår i släktet kägelbin, och familjen buksamlarbin. Inga underarter finns listade i Catalogue of Life.